# كومبتون الأول. وايت
كومبتون الأول. وايت هو كمسري وسياسي أمريكي، ولد في 31 يوليو 1877 في باتون روج في الولايات المتحدة، وتوفي في 31 مارس 1956 في سبوكين في الولايات المتحدة. نشط حزبياً في الحزب الديمقراطي. وقد انتخب عضو مجلس النواب الأمريكي ‏ (3 يناير 1949 – 3 يناير 1951) وانتخب عضو مجلس النواب الأمريكي ‏ (4 مارس 1933 – 3 يناير 1947).